# Ma gaie lady
Pour plus de détails, voir Fiche technique et Distribution.
Ma gaie lady (Trottie True) est un film britannique réalisé par Brian Desmond Hurst, sorti en 1949.

## Synopsis
En 1900, une duchesse se remémore ce qui l'a amenée à cette position sociale. Après s'être fait un nom au music-hall, celle qui s'appelait alors Trottie True est engagée pour rejoindre la troupe du Bedford. Là elle attire l'attention de plusieurs admirateurs bien nés, et notamment de Lord Digby Landon avec qui elle se mariera.

## Fiche technique
- Titre original : Trottie True
- Titre français : Ma gaie lady
- Titre américain : My Gay Lady
- Réalisation : Brian Desmond Hurst
- Scénario : Denis Freeman, d'après un roman de Caryl Brahms et S.J. Simon
- Direction artistique : Ralph Brinton
- Décors : Colleen Browning
- Costumes : Beatrice Dawson
- Photographie : Harry Waxman
- Son : John Cook, Desmond Dew
- Montage : Ralph Kemplen
- Musique : Benjamin Frankel
- Chansons : Carroll Gibbons
- Direction musicale : Muir Mathieson
- Production exécutive : Earl St. John
- Production : Hugh Stewart
- Production associée : George Pitcher
- Société de production : Two Cities Films
- Société de distribution : General Film Distributors
- Pays d'origine :  Royaume-Uni
- Langue originale : anglais
- Format : couleur (Technicolor) — 35 mm — 1,37:1 — son mono
- Genre : Comédie
- Durée : 96 minutes
- Dates de sortie : Royaume-Uni : 9 août 1949

## Distribution
- Jean Kent : Trottie True
- James Donald : Lord Digby Landon
- Hugh Sinclair : Maurice Beckenham
- Lana Morris : Bouncie Barrington
- Andrew Crawford : Sid Skinner
- Bill Owen : Joe Jugg
- Michael Medwin : Monty, Marquis de Maidenhead
- Joan Young : Mme True
- Harold Scott : M. True
- Tony Halfpenny : Perce True
- Daphne Anderson : Bertha True
- Christopher Lee
- Roger Moore